# Sukaresmi (Kadupandak)
Sukaresmi is een bestuurslaag in het regentschap Cianjur van de provincie West-Java, Indonesië. Sukaresmi telt 3652 inwoners (volkstelling 2010).